# تيم بارلو
تيم بارلو (بالإنجليزية: Tim Barlow)‏ هو ممثل بريطاني، ولد في 18 يناير 1936 في بلاكبول في المملكة المتحدة.

## أعمال

### أفلام
- (2005) مملكة السماء[6][7]
- (2008) 10000 ق م[8][9]

## وصلات خارجية
- تيم بارلو على موقع IMDb (الإنجليزية)
- تيم بارلو على موقع ألو سيني (الفرنسية)
- تيم بارلو على موقع أول موفي (الإنجليزية)
- تيم بارلو على موقع قاعدة بيانات الأفلام السويدية (السويدية)
- تيم بارلو على موقع قاعدة بيانات الفيلم (الإنجليزية)
- تيم بارلو على موقع كينوبويسك (الروسية)